# Nùng Trí Cao
Nùng Trí Cao hay Nông Trí Cao (chữ Hán: 儂智高 Tráng văn: Nungz Cigaoh; 1025 - 1055) là một lãnh tụ người Tày, Nùng, Tráng nổi lên đòi tự trị giữa Đại Tống và Đại Cồ Việt thời nhà Lý.
Sau khi nhà Tống thống nhất Trung Quốc, đối với các sắc tộc mà Hán tộc coi họ là man di, nhà Tống đặt ra một hệ thống hành chính mới cho các sắc tộc này, đó là hệ thống “ki mi” gọi là “ki mi chế” (jimi zhi, 羁縻制), có nghĩa là các sắc tộc hay các bộ lạc tự quản trị địa phương của mình, tuy nhiên thuế khoá hay nhân lực vẫn được kiểm soát bởi chính quyền trung ương. Các vùng đất của các bộ tộc này sinh sống được gọi là các “châu ki mi”. Các bộ tộc người Tày, Nùng, Tráng có được một quy chế bớt bị đàn áp hơn so với thời nhà Đường, nên một số lớn đã hợp tác với chính quyền nhà Tống, cho đến khi có sự nổi dậy của Nùng Trí Cao, với hy vọng là các tộc Tày, Nùng, Tráng sẽ giành được sự độc lập như các tộc khác đã làm.

## Tiểu sử
Nùng Trí Cao là người Tày, Nùng, Tráng ở châu Quảng Nguyên (ngày nay là tỉnh Cao Bằng). Về xuất thân của ông, giữa các sử liệu có ghi chép khác nhau.
An Nam chí lược của Lê Tắc đời nhà Nguyên và Tục tư trị thông giám của sử gia Tất Nguyên thời Mãn Thanh ghi nhận: Châu Quảng Nguyên là vùng đất mà thời đó cả nhà Tống và Đại Việt đều tuyên bố chủ quyền, nhưng tù trưởng ở vùng này chủ yếu cống nạp cho phía Đại Việt. Khi đó Nùng Tồn Phúc làm Tri châu Quảng Do, em là Tồn Nhai làm Tri châu Vạn Nhai, em vợ là Nùng Đương Đạo làm Tri châu Vũ Lịch. Tồn Phúc dùng binh tiến đánh, giết Tồn Nhai và Đương Đạo, rồi khởi binh đánh phá khắp nơi ở Đại Tống và  Đại Việt. Lý Thái Tông giận, thân chinh đem quân đánh, giết Tồn Phúc và con là Trí Thông, bắt toàn gia của Nùng Tồn Phúc xử tử, ngoại trừ vợ ông là A Nùng (A Nong 阿侬) chạy thoát. Sau đó A Nùng cải giá với một thương nhân, sinh con trai đặt tên là Trí Cao. Năm lên 13 tuổi, Trí Cao giết cha ruột của mình, nói rằng: "Thiên hạ làm gì có ai hai cha bao giờ", rồi giả xưng là con của Tồn Phúc, đổi sang họ Nùng.
Đại Việt sử kí toàn thư không nhắc đến người cha ruột thương nhân của Nùng Trí Cao mà cho rằng ông chính là con thứ 2 của Tồn Phúc và A Nùng. Ban đầu Tồn Phúc tự xưng hiệu Chiêu Thánh Hoàng Đế, lập vợ là A Nùng làm Minh Đức Hoàng Hậu. Lý Thái Tông giận, thân chinh đem quân đánh, giết Tồn Phúc và con là Trí Thông, bắt toàn gia của Nùng Tồn Phúc xử tử, ngoại trừ A Nùng cùng Trí Cao năm đó 14 tuổi, chạy thoát.

## Đại Lịch
Năm 1041, Nùng Trí Cao cùng mẹ là A Nùng tập hợp lực lượng trở về lấy châu Thảng Do (gần châu Quảng Nguyên) lập ra một nước gọi là nước Đại Lịch (大曆). Lý Thái Tông sai tướng lên đánh, bắt được Trí Cao đem về Thăng Long. Nhưng vua nghĩ trước đã giết cha và anh, nay thương tình không giết, tha cho về và lại phong cho làm Quảng Nguyên mục. Sau đó Nùng Trí Cao vào triều yết kiến, được vua Thái Tông gia phong cho tước Thái bảo và cho thêm 4 động và 1 châu để Trí Cao với mẹ là A Nùng tiếp tục cai quản. Theo Đại Việt Sử ký Tiền biên, thì các châu động phụ thêm vào châu Quảng Nguyên năm 1041 cho Trí Cao cai quản là: động Lôi Hỏa (nay khoảng địa bàn trấn Hạ Lôi (下雷镇) huyện Đại Tân địa cấp thị Sùng Tả tỉnh Quảng Tây, giáp biên giới phía đông bắc huyện Trùng Khánh tỉnh Cao Bằng), động Bình An, động Bà Tư, và châu Tư Lang (nay là khoảng các huyện Hạ Lang và Trùng Khánh tỉnh Cao Bằng).
Năm 1048, Trí Cao lại nổi dậy không thần phục nhà Lý, chiếm giữ đất của Đại Việt là động Vật Ác (phía bắc Cao Bằng, sau thuộc Tống và bị nhà Tống đổi thành Thuận An Châu, nay là các hương trấn biên giới thuộc thành phố cấp huyện Tĩnh Tây địa cấp thị Bách Sắc khu Tự trị Dân tộc Choang Quảng Tây, tiếp giáp các huyện Hà Quảng, Trà Lĩnh tỉnh Cao Bằng, có thể là vùngː hương Thôn Bàn, hương An Ninh, trấn Long Bang,...) và đổi vùng đất dưới sự quản trị của mình thành nước Đại Nam (大南). Lý Thái Tông sai Quách Thịnh Dật đi đánh, Trí Cao lại thua và xin đầu hàng. Tuy nhiên, theo giai thoại của người Tày, khi quân Lý tới nơi, ông nói với Quách Thịnh Dật đừng tiến quân, ông sẽ không gây hấn với nhà Lý nữa mà sẽ tiến sang phương Bắc. Nhà Lý tha cho về việc phản loạn, để Nùng Trí Cao quản trị những vùng đất cũ. Nùng Trí Cao vẫn muốn thành lập một vương quốc độc lập theo mô hình Đại Việt. Tuy nhiên, họ Nùng quá lo sợ nhà Lý sau ba lần cha con nổi lên đều bị đánh bại, Nùng Trí Cao muốn tìm nơi ngoài lãnh thổ Đại Việt để dựng nước. Vì thế ông ta di chuyển đến châu An Đức (Ande Zhou 安德州, nay là khoảng địa bàn trấn An Đức của thành phố cấp huyện Tĩnh Tây), vùng đất xa hơn về phía bắc Cao Bằng, thuộc lãnh thổ nhà Tống để dựng Nam Thiên quốc (Nantien guo 南天国). Châu Quảng Nguyên rất phong phú về khoáng chất như vàng, bạc và chu sa (cinnabar- nguyên liệu làm thủy ngân), vì thế mà các thương nhân người Hán từ Quảng Đông hay đến để giao thương. Quản trị vùng này Nùng Trí Cao đã có đủ tài lực và nhân lực để gây dựng nên một đội quân hùng mạnh.

### Đại Nam
Năm 1052, Nùng Trí Cao lại nổi dậy lần nữa, tự xưng là Nhân Huệ Hoàng đế, đặt quốc hiệu là Đại Nam. Để tăng thêm thanh thế, ông xin phụ thuộc vào nhà Tống, Hoàng đế Nhân Tông nhà Tống không cho. Để đạt mộng ước dựng một vương quốc tự trị cho tộc người Tày, Nùng,Tráng, Trí Cao bèn đem quân sang đánh Tống. Được sự hậu thuẫn của các thủ lĩnh người Tày-Thái ở Quảng Tây là Nùng Trí Trung, Nùng Kiến Hậu, thanh thế Trí Cao càng thêm lớn mạnh. Ông đánh lấy Ung Châu, rồi sau đó chiếm cả thảy được 9 châu ở đất Quảng Đông và Quảng Tây, bao gồm: Hoành (Heng 横), Quý (Gui 贵), Tầm (Xun 浔), Củng (Gong 龚), Đằng (Teng 藤), Ngô (Wu 梧), Phong (Feng 封), Khang (Kang 康), Đoan (Duan 端).
Quân của Nùng Trí Cao tiến đến Quảng Châu (Guangzhou 廣州), bao vây và tấn công thành này. Tuy nhiên, sau 57 ngày công kích không thành công, Trí Cao triệt thoái, mang quân tiến về phía bắc, ngược dòng Bắc Giang (Beijiang北江), đánh và hạ các thành Thanh Viễn (Qingyuan 清远), Anh Châu (Yingzhou 英州), Thiều Châu (Shaozhou 韶州). Sau đó, Trí Cao tiến quân về phía tây đánh chiếm Liên Châu (Lianzhou 連州), Hạ Châu (Hezhou 賀州), Thiệu Châu (Zhaozhou 昭州) rồi đổi hướng, tiến quân lên phía bắc đánh Cung Châu (Gongzhou 恭州) và Toàn Châu (Quanzhou 全州) là thị trấn phía nam Việt Thành lĩnh, một trong năm rặng núi của Ngũ Lĩnh (rặng núi Nam Lĩnh ngày nay). Không vượt núi, Trí Cao đổi hướng tiến về phía tây nam đánh Hưng An (Xingan 兴安), Quế Châu (Guizhou 桂州), Liễu Châu (Liuzhou 柳州), Tấn Châu (Binzhou宾州) và chiếm lại Ung Châu (đã bị nhà Tống chiếm lại tháng 10 năm 1052). Tại đây, Trí Cao chuẩn bị thuyền bè với ý định đánh chiếm Quảng Châu một lần nữa, để dựng kinh đô nước Đại Nam của người Tày, Nùng, Tráng.
Nhà Tống sai quân đến tấn công, nhưng đều bị Trí Cao đánh bại. Cuối cùng, vua Tống phải cử Địch Thanh (Di Qing 狄青) là một đại tướng có tài, nhiều kinh nghiệm hành quân với 25 lần lâm trận – đã từng chiến thắng quân Tây Hạ (Xi-Xia 西夏). Địch Thanh mang 31 ngàn quân và 32 tướng từ Hồ Nam kéo quân đến đóng tại Quế Châu (Guizhou 贵州, là Quế Lâm ngày nay). Để có thể chống với cách hành binh thần tốc của Nùng Trí Cao, Địch Thanh mang theo đội kỵ binh Phiên Lạc (Fanluo 蕃落) của Tây Hạ nổi tiếng với tài “di chuyển trên đồi núi như trên đất bằng”
Nhà Tống lo sợ. Lý Thái Tông dâng biểu sang nhà Tống xin mang quân phối hợp đánh Nùng Trí Cao. Khi quân Đại Cồ Việt sắp vào biên giới, tướng nhà Tống là Địch Thanh can Tống Nhân Tông rằng: "Có một Nùng Trí Cao mà đất Lưỡng Quảng không khống chế được, lại phải nhờ quân ngoại quốc vào đánh giúp. Nếu có ai nhân đó mà nổi loạn, thì làm thế nào?". Vua Tống nghe lời bèn sai các tướng Dư Tĩnh và Tôn Miện đi đánh Nùng Trí Cao và sai sứ nói với Lý Thái Tông rằng không cần quân Lý giúp. Dư Tĩnh đánh mãi không được, nhà Tống lấy làm lo.
Nhân khi Trí Cao dâng biểu xin lĩnh chức Tiết độ sứ Ung Châu và Quý Châu, vua nhà Tống đã toan thuận cho, Địch Thanh lại can không nên chấp thuận và xin đem quân đi đánh.
Đầu năm 1053, Địch Thanh ra hợp quân với Dư Tĩnh và Tôn Miện đóng ở Tân Châu (Liễu Châu, tỉnh Quảng Tây) rồi hội các tướng lại cấm không cho ra đánh nhau với Trí Cao. Bấy giờ có quan Kiềm hạt tỉnh Quảng Tây là Trần Thự trái tướng lệnh đem quân đi đánh bị thua, Địch Thanh đem chém đi, rồi lệnh cho quân nghỉ 10 ngày. Quân đi thám biết chuyện về báo Trí Cao biết. Trí Cao tưởng là quân nhà Tống không dám đánh, bèn không phòng giữ. Nhân đêm tối, Địch Thanh cho quân chiếm đèo Côn Luân (gần phủ Nam Ninh). Đây là một cửa ải sống còn của Nùng Trí Cao. Trí Cao đã chọn thế thứ hai. Cuộc giao tranh đã xảy ra tại phía bắc thành Ung Châu (Nam Ninh), tháng 1 năm 1054. Trong trận này, Địch Thanh có khoảng 20 ngàn quân, Nùng Trí Cao có khoảng 10 ngàn quân. Lúc đang đánh nhau, Địch Thanh đem quân kỵ đánh hai bên tả hữu áp lại, quân của Trí Cao tan vỡ, tướng dưới quyền là Hoàng Sư Mật cùng 57 người tử trận. Quân Tống đuổi theo giết hơn 2.200 quân của Trí Cao. Ông đốt thành bỏ chạy.
Tháng 10 năm 1053, Trí Cao sai thủ hạ là Lương Châu đến cầu cứu Đại Cồ Việt. Lý Thái Tông sai Chỉ huy sứ Vũ Nhị đi tiếp ứng cho Trí Cao. Nhưng quân Lý chưa tới nơi thì Trí Cao lại bị Địch Thanh đánh bại, phải chạy trốn sang nước Đại Lý. Quân Lý rút về. Người nước Đại Lý vì ngại gây hấn với nhà Tống nên đã bắt Nùng Trí Cao chém chết, mang đầu đem nộp nhà Tống.
Năm 1055, thời vua Lý Thánh Tông ở Đại Việt, Đô giám nhà Tống là Tiêu Chú lại theo đường Đặc Ma (Vân Nam) đánh úp, bắt được mẹ Trí Cao là A Nùng, em Trí Cao là Trí Quang, con là Kế Phong. Về sau bọn họ đều bị giết. Từ đây, Nùng Trí Cao cùng gia quyến đã bị diệt.

## Tục thờ Nùng Trí Cao
Mặc dù sự quật khởi của Nùng Trí Cao – dựng một vương quốc độc lập cho dân tộc Tày, Nùng, Tráng – đã không thành công, nhưng người Tày, Nùng, Tráng đã tôn ông như một nhân vật cực kỳ anh hùng, gọi ông là “Vua Nùng" (Vua Nông) và dựng miếu thờ. Ngày 3 tháng 3 hàng năm – kỷ niệm về Nùng Trí Cao – là ngày hội chính của dân tộc Tày, Nùng, Tráng. Hiện nay còn di tích thành Nà Lữ, nơi ông đóng quân, ở gần thành phố Cao Bằng.
Sau khi ông mất, vua Lý đã sắc phong cho ông là Khâu Sầm Đại Vương. Đền Khâu Sầm (Kỳ Sầm) Đại vương thờ Nùng Trí Cao vẫn còn ở xóm 9, xã Vĩnh Quang, thành phố Cao Bằng, tỉnh Cao Bằng. Lễ hội đền Khâu Sầm vẫn được tổ chức hằng năm vào ngày 10 tháng giêng. Đền Phja Đeng thuộc xã Cường Lợi, huyện Na Rì, tỉnh Bắc Kạn là di tích thờ hai Vua Đinh Tiên Hoàng và Vua Nùng Trí Cao, thể hiện sự giao thoa văn hóa giữa cộng đồng người dân tộc Tày, Nùng với người Kinh.
Từ năm 2025, tại trung tâm tỉnh Cao Bằng lập ra phường Nùng Trí Cao sau khi sắp xếp bộ máy chính quyền 2 cấp, trên cơ sở nhập các đơn vị cũ gồm phường Ngọc Xuân, phường Sông Bằng và xã Vĩnh Quang.

## Chú giải
1. ↑  Việt sử Thông giám cương mục chép là hơn 100 người.
2. ↑  Trang 50-51 phần Tống sử, quyển 495, Man di 3, châu Quảng Nguyên: Đầu niên hiệu Chí Hòa, Dư Tĩnh đôn đốc bộ thuộc là Hoàng Phần, Hoàng Hiến Khuê, Thạch Giám, cùng tiến si Ngô Thuấn Cử đem quân các động vào Đặc Ma chặn đánh, bắt được A Nùng cùng em Trí Cao là Trí Quang, và con (Trí Cao) là Kế Tông, Kế Phong, đóng cũi giải về kinh sư. Lúc đầu, triều đình chưa muốn giết, hàng ngày vẫn cấp cho ăn uống, muốn để dụ Trí Cao tới, sau nghe lời đồn là Tri Cao đã chết, mới đem hết ra chém quăng thây ngoài chợ.